# راهبه ۲
راهبه ۲ (به انگلیسی: The Nun 2) یک فیلم فراطبیعی ترسناک به کارگردانی مایکل چاوز و نویسندگی آکلا کوپر است. این فیلم به عنوان دنبالهٔ راهبه (۲۰۱۸) و به عنوان قسمت نهم در فرانچایز دنیای سینمایی احضار عمل می‌کند. جیمز وان و پیتر سفرن برای تهیه‌کنندگان این پروژه هستند.
راهبه ۲، توسط برادران وارنر در ۸ سپتامبر ۲۰۲۳ در ایالات متحده اکران شد. این فیلم بیش از ۲۶۸ میلیون دلار در سرتاسر جهان فروخت و نقدهای متفاوتی از منتقدان دریافت کرد، اما گزارش شد که به طور کلی نسبت به نسخه قبلی خود بهبود یافته است.

## داستان
«فرانسه—۱۹۵۶. یک کشیش به قتل می‌رسد. یک شر در حال گسترش است. دنبالهٔ این فیلم موفق جهانی، خواهر آیرین را دنبال می‌کند که بار دیگر با نیروی شیطانی والاک، راهبهٔ شیطانی روبرو می‌شود.»— برادران وارنر پیکچرز و نیو لاین سینما
در سال ۱۹۵۶، کشیش نواره به‌همراه دستیار محرابش، ژاک، وظایف روزمره خود را در کلیسایی در تاراسکون، فرانسه انجام می‌دهند. هنگام بررسی صدای مشکوکی در کلیسا، نواره به‌طرز عجیبی در هوا معلق می‌شود، شعله‌ور شده و در برابر چشمان وحشت‌زدهٔ ژاک زنده‌زنده می‌سوزد.
چهار سال پس از رویدادهای صومعه سنت کارتا، خواهر ایرن اکنون در صومعه‌ای در ایتالیا خدمت می‌کند. موریس در یک مدرسه شبانه‌روزی در فرانسه کار می‌کند و با یک دانش‌آموز ایرلندی به نام سوفی و مادرش کیت، که معلم مدرسه است، دوست شده است. ایرن در رؤیایی موریس را می‌بیند که از او درخواست کمک می‌کند. کاردینال او را برای بررسی مجموعه‌ای از مرگ‌های مرموز در سراسر اروپا می‌فرستد، چرا که این مرگ‌ها به والاک، شیطانی که ایرن قبلاً با آن مواجه شده بود، نسبت داده شده‌اند. او به‌همراه خواهر دبرا، یک نوآموز جوان، عازم تاراسکون می‌شود.
در تاراسکون، ایرن با حضور والاک مورد آزار قرار می‌گیرد. دبرا تسبیح نواره را از ژاک دریافت می‌کند. در مدرسه، سوفی توسط همکلاسی‌هایش مورد زورگویی قرار می‌گیرد و در نمازخانه غیرمقدس‌شده‌ای که مهر و موم شده، حبس می‌شود. یکی از بچه‌ها به تصویر بز روی پنجره شیشه‌رنگی اشاره می‌کند و می‌گوید که با تابش نور خورشید، چشم‌های بز قرمز می‌شود و شیطان ظاهر می‌شود. یک شب، مدیر مدرسه، موریس را در حالت خواب‌گردی می‌بیند و سپس توسط والاک کشته می‌شود.
ایرن و دبرا به قصر پاپ‌ها می‌روند و با یک کتابدار دیدار می‌کنند. او توضیح می‌دهد که والاک فرشته‌ای رانده‌شده از جانب خدا بوده و نشان روی تسبیح نواره، نشان خانوادگی سنت لوسی است؛ قدیسی که در زمان آزار و اذیت دیوکلتیانوس شهادت یافت. او را سوزاندند، ولی به‌طرز معجزه‌آسایی نسوخت و هرچند چشم‌هایش را از حدقه بیرون آوردند، خانواده‌اش توانستند آن‌ها را بازیابی کنند. کتابدار می‌گوید که شیطان در حال کشتن نوادگان سنت لوسی است تا به یادگار مقدسی که متعلق به اوست دست یابد؛ یادگاری که آخرین بار در یک صومعه تبدیل‌شده به کارخانه شراب‌سازی نگهداری می‌شده و اکنون همان مدرسه شبانه‌روزی فعلی است.
در مدرسه، ایرن و دبرا با موریس که تسخیر شده، مواجه می‌شوند. آن‌ها با چراغ‌قوه چشم‌های بز را روی شیشه‌رنگی روشن می‌کنند. نور قرمز حاصل مانند یک لیزر محل دفن چشم‌های سنت لوسی را نشان می‌دهد. ایرن یادگار را پیدا می‌کند و بز روی شیشه ناپدید می‌شود و به‌صورت یک موجود شیطانی واقعی ظاهر می‌گردد.
موریس به ایرن حمله می‌کند و موجب فروریختن برج ناقوس می‌شود. والاک ظاهر شده، ایرن را مانند پدر نواره در هوا معلق می‌کند و آتش می‌زند. اما ایرن نمی‌سوزد، چرا که یکی از نوادگان سنت لوسی است و می‌تواند از نیروی مرتبط با یادگار بهره بگیرد. ایرن و دبرا دعای کلمات تقدیس را می‌خوانند و بشکه‌های قدیمی شراب در اتاق به خون مسیح تبدیل می‌شوند؛ همین امر شیطان را می‌تاراند و موریس را از تسخیر رها می‌سازد.
صبح روز بعد، ایرن با نگاهی نگران موریس را می‌بیند که همراه سوفی و کیت در حال قدم زدن است.

## بازیگران
- استورم رید در نقش لیزا[۲]
- تایسا فارمیگا در نقش آیرین، خواهرِ روحانی[۳]
- آنا پاپپلول در نقش کیت[۴]
- کیتلین رُز داونی در نقش سوفی[۵]
- بونی آرونز در نقش والاک / راهبه[۶]
- جوناس بلوکت در نقش موریس «فرنچی» تریو[۷]

## تولید

### توسعه
در اوت ۲۰۱۷، وان دربارهٔ امکان دنبالهٔ راهبه و داستان آن بحث کرد: «می‌دانم که اگر راهبه کار کند، کجا می‌تواند به کجا منتهی شود و چگونه این موضوع به داستان لورن مرتبط می‌شود تا آن را با دو فیلم اول احضار راه‌اندازی کرده و همه آن‌ها را کامل کند.»
در آوریل ۲۰۱۹، پیتر سفرن اعلام کرد که دنباله راهبه در حال ساخت است. سافرن اظهار داشت که یک خط داستانی «واقعاً سرگرم‌کننده» برای فیلم در نظر گرفته شده و اظهار داشت که یک فیلم راهبه دیگر اجتناب‌ناپذیر است. در اواخر همان ماه، آکلا کوپر به عنوان فیلمنامه‌نویس با پروژه قرارداد امضا کرد، در حالی که سافرن و جیمز وان به عنوان تهیه‌کننده کار خواهند کرد.
در فوریه ۲۰۲۲، تایسا فارمیگا اظهار داشت که با برادران وارنر در رابطه با بازی مجدد از فیلم اول گفتگو کرده‌است و خاطرنشان کرد که تأثیر دنیاگیری کروناویروس بر سینما پروژه را به تأخیر انداخته‌است. در آوریل ۲۰۲۲، برادران وارنر رسماً این فیلم را به عنوان بخشی از فهرست آیندهٔ خود در انجمن ملی صاحبان سینما ۲۰۲۲ اعلام کرد. روز بعد اعلام شد که مایکل چاوز کارگردانی این فیلم را بر عهده خواهد داشت.
تصویربرداری اصلی در ۲۹ آوریل ۲۰۲۲ آغاز شد. بانی آرونز تأیید شد که دوباره در نقش والاک بازی خواهد کرد.